# Rhomboederstumpf

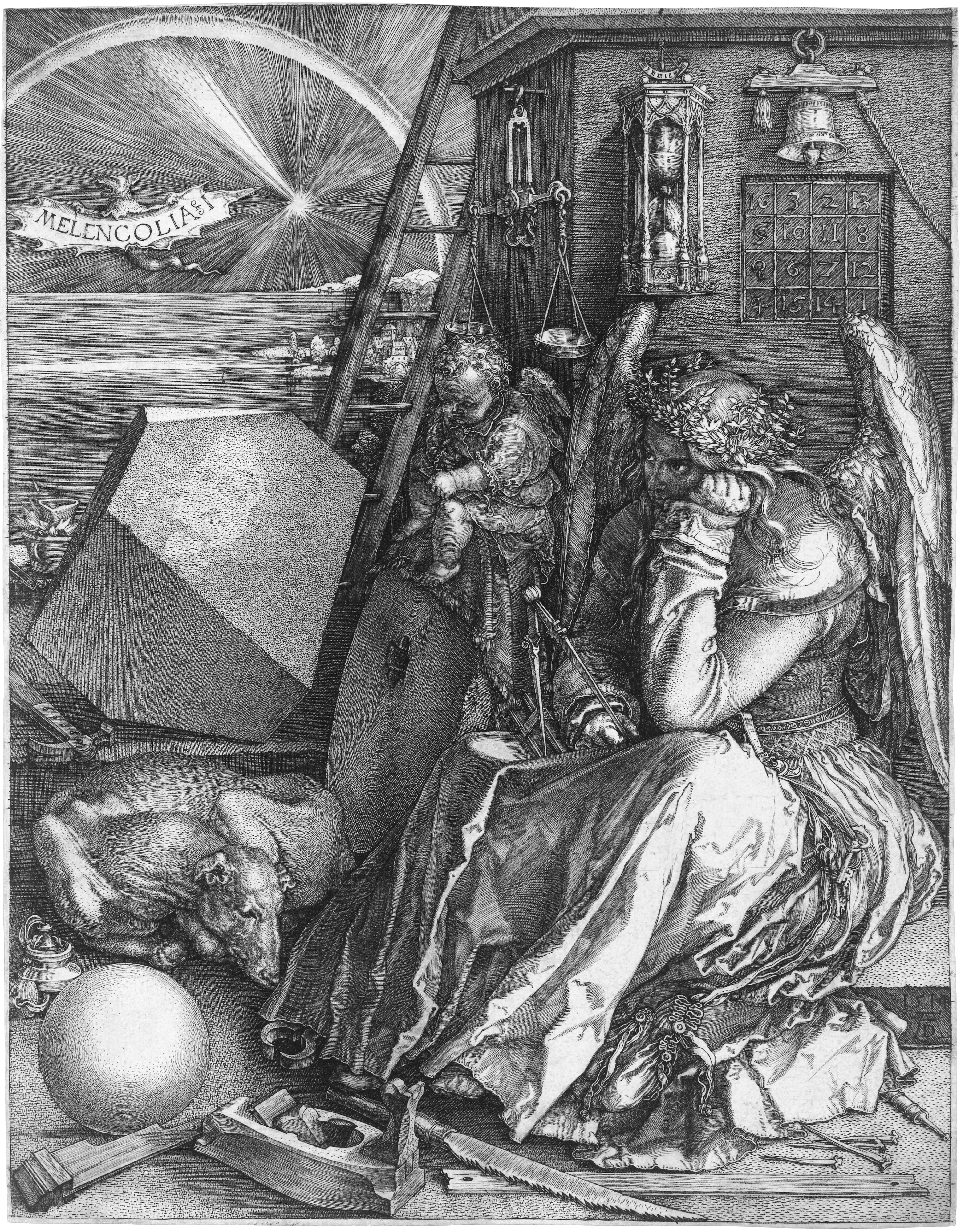
Melencolia I 1514, auf der linken Bildseite der Polyeder.

Der Rhomboederstumpf (auch abgestumpftes Rhomboeder oder Dürer-Polyeder genannt) ist ein spezielles achtflächiges Polyeder, das auf Albrecht Dürers Kupferstich Melencolia I von 1514 dargestellt ist.

## Beschreibung

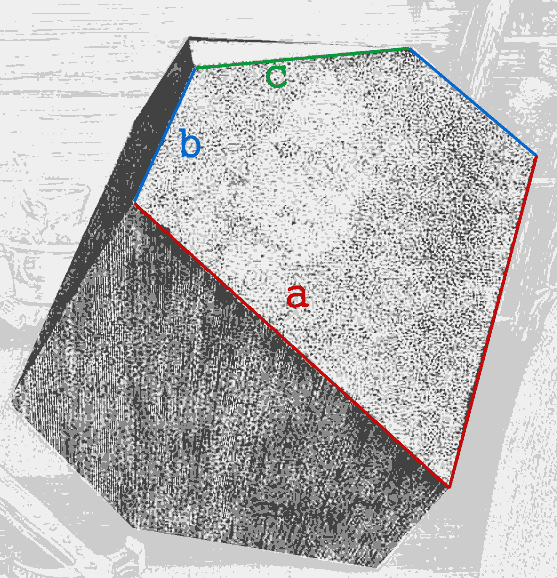
Gegenüberliegende Seiten und sind parallel.

Der Rhomboederstumpf ist ein konvexes, achtflächiges Polyeder. Er setzt sich aus sechs gleichen, unregelmäßigen, aber achsensymmetrischen Fünfecken und zwei gleichseitigen Dreiecken zusammen. Er hat zwölf Ecken; an jeder Ecke treffen drei Flächen aufeinander (ein Dreieck und zwei Fünfecke oder drei Fünfecke). Sämtliche Eckpunkte liegen auf derselben Umkugel. Gegenüberliegende Flächen sind parallel. Im Stich steht der Körper auf einer Dreiecksfläche, die Fünfecke bilden quasi die Mantelfläche. Die Kantenanzahl beträgt achtzehn.

### Konstruktion
Der Ursprungskörper ist ein sechsflächiges Rhomboeder, das zugleich Parallelepiped und schiefes Prisma ist. Er besteht aus sechs Rauten mit der Kantenlänge {\displaystyle a} und den charakteristischen Winkeln 72° und 108°. Sechs seiner acht Ecken liegen auf einer gemeinsamen Umkugel, die beiden Spitzen ragen darüber hinaus. Durch Abschneiden der Spitzen in der richtigen Höhe entstehen jeweils drei neue Ecken, die die dreieckigen Seiten des Rhomboederstumpfs bilden und die ebenfalls auf der gemeinsamen Umkugel liegen. Wie üblich stehen die Schnittflächen senkrecht auf der Höhenlinie des Körpers.

### Fünfeckige Seitenflächen

Markante Größen im Sehnenfünfeck

Durch das Abschneiden werden die Rauten zu den fünfeckigen Begrenzungsflächen des Rhomboederstumpfs, jeweils zwei der Rauten-Seiten {\displaystyle a} (rot) bleiben mit dem eingeschlossenen Winkel von 72° erhalten, die beiden anderen Seiten verkürzen sich auf {\displaystyle b} (blau), die Schnittlinie {\displaystyle c} (grün) verläuft parallel zur Diagonale {\displaystyle e} (s. Grafik rechts). Die beiden neu hinzugekommenen stumpfen Winkel betragen jeweils 126°. Insbesondere sind {\displaystyle a} und {\displaystyle b} (weiterhin) parallel und alle fünf Ecken liegen auf einem Umkreis und enthalten somit drei verschiedene Sehnenvierecke (sowie zwei Spiegelungen).
Durch diese spezielle Wahl der Winkel bei den Rauten entstehen mehrere bemerkenswerte Verhältnisse in den fünfeckigen Seitenflächen des Rhomboederstumpfs. Dabei ist {\displaystyle r} der Umkreisradius des Fünfecks:
- Folgende Längenverhältnisse stehen im goldenen Schnitt: {\displaystyle {\tfrac {a}{r}}={\tfrac {r}{b}}={\tfrac {e}{c}}=\Phi }.
- {\displaystyle r} ist zugleich Differenz und geometrisches Mittel aus {\displaystyle a} und {\displaystyle b}: {\displaystyle {\sqrt {ab}}=a-b=r}
- Die beiden Nebendiagonalen, die jeweils mit {\displaystyle b} und {\displaystyle c} ein Dreieck bilden, haben exakt die Länge {\displaystyle a}. Zusammen mit den sonstigen Kanten ergeben sie jeweils ein spiegelsymmetrisches Trapez, dessen Spiegelachse aber nicht mit der des Fünfecks übereinstimmt.

## Formeln

### Für das Polyeder

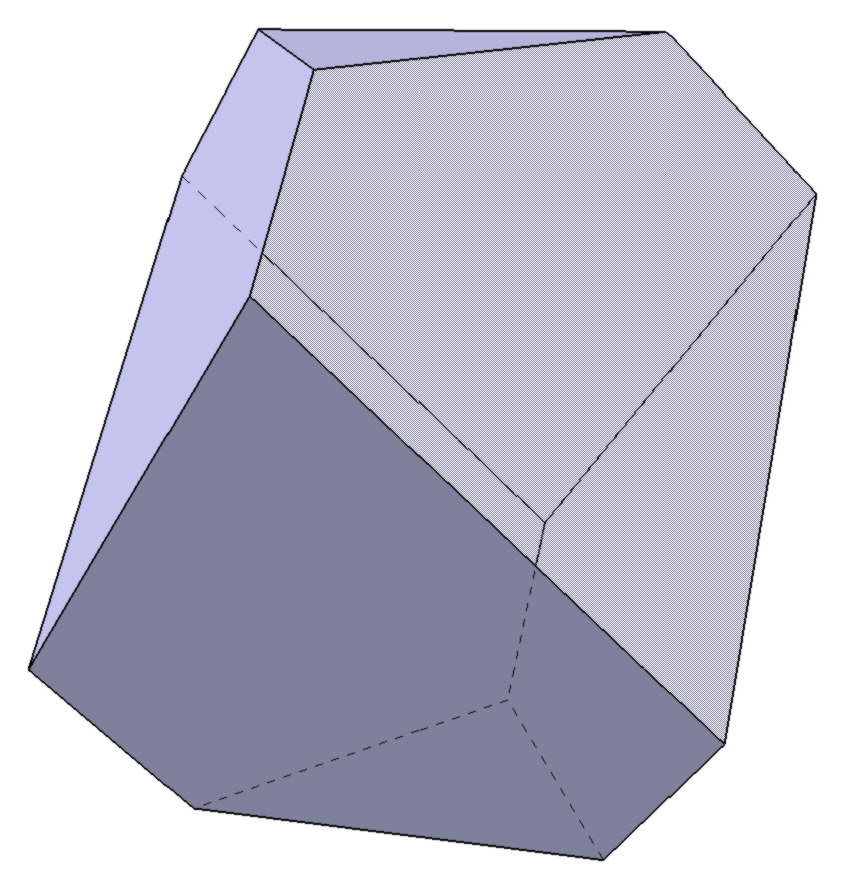
3D-Konstruktion des Dürer-Polyeders basierend auf nebenstehenden Formeln.

| Größen des Rhomboederstumpfs mit längster Kante a     | Größen des Rhomboederstumpfs mit längster Kante a                                                         |
| ----------------------------------------------------- | --- |
| Volumen                                               | {\displaystyle V={\frac {5}{3}}a^{3}{\sqrt {{\sqrt {5}}-2}}}                                              |
| Oberflächeninhalt                                     | {\displaystyle A_{O}={\frac {a^{2}}{2}}\left(3{\sqrt {5+2{\sqrt {5}}}}+5{\sqrt {3}}-2{\sqrt {15}}\right)} |
| Umkugelradius                                         | {\displaystyle R={\frac {a}{4}}{\sqrt {14-2{\sqrt {5}}}}}                                                 |
| 1. Flächenwinkel (Fünfecke ü. Kante a) ≈ 103° 39′ 17″ | {\displaystyle \cos \,\alpha _{1}=2-{\sqrt {5}}}                                                          |
| 2. Flächenwinkel (Fünfecke ü. Kante b) ≈ 76° 20′ 43″  | {\displaystyle \cos \,\alpha _{2}={\sqrt {5}}-2}                                                          |
| 3. Flächenwinkel (Fünfeck–Trigon) ≈ 114° 48′ 4″       | {\displaystyle \cos \,\alpha _{3}={\frac {1}{3}}{\sqrt {15-6{\sqrt {5}}}}}                                |

### Für einzelne Seitenflächen
| Größen des Sehnenfünfecks und des gleichseitigen Dreiecks | Größen des Sehnenfünfecks und des gleichseitigen Dreiecks                   | Größen des Sehnenfünfecks und des gleichseitigen Dreiecks                                                |
| --------------------------------------------------------- | --------------------------------------------------------------------------- | --- |
| Flächeninhalt                                             | {\displaystyle A={\frac {a^{2}}{4}}{\sqrt {5+2{\sqrt {5}}}}}                | {\displaystyle A={\frac {a^{2}}{4}}{\sqrt {3}}\left(5-2{\sqrt {5}}\right)={\frac {c^{2}}{4}}{\sqrt {3}}} |
| Umkreisradius                                             | {\displaystyle r={\frac {a}{2}}\left({\sqrt {5}}-1\right)=a-b={\sqrt {ab}}} | {\displaystyle r={\frac {a}{3}}{\sqrt {15-6{\sqrt {5}}}}={\frac {c}{3}}{\sqrt {3}}}                      |
| 2. Seitenlänge                                            | {\displaystyle b={\frac {a}{2}}\left(3-{\sqrt {5}}\right)}                  | |
| 3. Seitenlänge                                            | {\displaystyle c=a{\sqrt {5-2{\sqrt {5}}}}}                                 | |
| Diagonale                                                 | {\displaystyle e={\frac {a}{2}}{\sqrt {10-2{\sqrt {5}}}}}                   | |
| Höhe                                                      | {\displaystyle h={\frac {a}{2}}{\sqrt {5}}}                                 | {\displaystyle h={\frac {a}{2}}{\sqrt {15-6{\sqrt {5}}}}={\frac {c}{2}}{\sqrt {3}}}                      |